# Schulzentrum Marienhöhe
Das Schulzentrum Marienhöhe ist ein christliches Schulzentrum in Darmstadt-Eberstadt in privater Trägerschaft mit den Schulzweigen Grundschule, Realschule, Gymnasium und Kolleg als staatlich anerkannte Privatschulen. Zum Schulzentrum gehören ein Jungen- und ein Mädcheninternat.

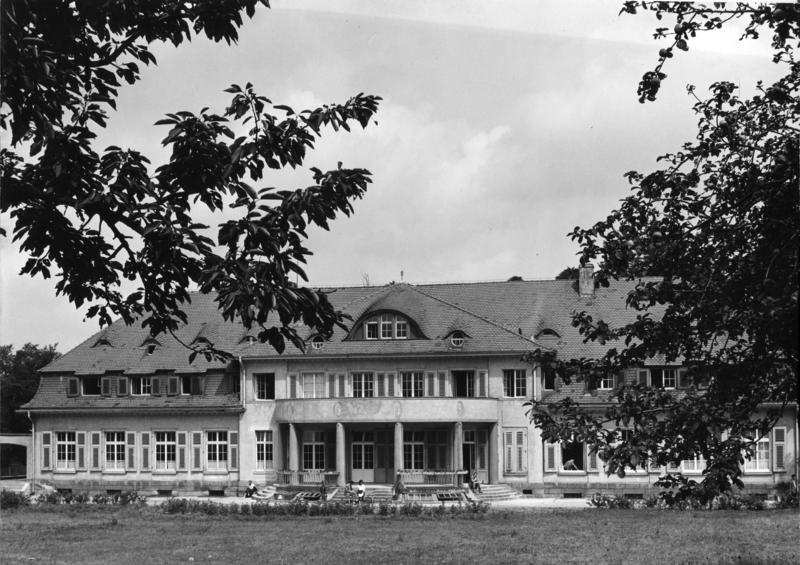
Theologisches Seminar Marienhöhe (1957)

## Geschichte

### Gründung
Die Einrichtung wurde 1924 als Missionsschule im Gebäude der ehemaligen Gymnastik- und Tanzschule von Elizabeth Duncan gegründet. Das denkmalgeschützte Haupthaus entstand 1910/11 im Landhausstil für die Elizabeth-Duncan-Schule nach Plänen des Mannheimer Architekten Rudolf Tillessen.

### Die Marienhöhe zwischen 1933 und 1948
1933 wurde die Schule durch die Geheime Staatspolizei geschlossen, durfte aber nach sieben Wochen wieder öffnen. 1934 folgte die Schließung des Predigerlehrgangs und aufgrund der sinkenden Schülerzahlen 1936 auch die des Lehrgangs für die allgemeine höhere Ausbildung. Zum 1. April 1939 wurde der Schulbetrieb endgültig eingestellt. Das Schulgelände wurde nur noch für Erholungsmaßnahmen genutzt.
1941 wurde das gesamte Schulgelände für Zwecke der Deutschen Wehrmacht beschlagnahmt und Teil der militärischen Einrichtungen rund um die Darmstädter Ludwigshöhe.

„Einheiten der Wehrmacht zogen in die Häuser ein. Das Gelände erhielt ein militärisches Gesicht. Man baute u.a. oberhalb des heutigen Weißen Hauses (Jungeninternat) einen großen festen Bunker (nach dem Krieg gesprengt) sowie einen kleinen vor dem Alten Schülerheim und  errichtete eine ganze Reihe von Holzbaracken (bis hin zur Ludwigshöhe).“

Nach Kriegsende entstand auf dem Gelände der Marienhöhe ein Lager für Displaced Persons. Laut dem DP-Camp Inventory der Arolsen Archives firmierte die Marienhöhe als DP-Camp No. 2 / Baltic DP-Camp und bestand vom 6. Oktober 1945 bis zum 18. Oktober 1948. Die Kapazität betrug 1.200 Plätze. Das Lager, das von der UNRAA betreut wurde, war nach Köhn zunächst von polnischen DPs bewohnt, die dann im Oktober 1946 von lettischen DPs aus dem DP-Lager Dieburg abgelöst wurden.
Wie aus einer Veröffentlichung der Darmstädter DFG-VK hervorgeht, handelte es sich bei dem DP-Lager Marienhöhe aber möglicherweise nur noch um die Endphase eines weit größeren DP-Lagers in der benachbarten Cambrai-Fritsch-Kaserne, das ebenfalls vom [1]6. Oktober 1945 bis 18. Oktober 1948 bestanden und anfänglich rund 11.000 Menschen beherbergt haben soll. Auch dort wird für die Endphase des Lagers nur noch die Zahl von ca. 1.200 DPs zumeist lettischer Nationalität erwähnt.

### Entwicklung ab 1948
Ob bereits im Sommer 1948 oder zu dem zuvor genannten Datum 18. Oktober 1948, ist nicht bekannt, doch konnte der Schulträger das Gelände der Marienhöhe in der zweiten Jahreshälfte 1948 wieder in Besitz nehmen und die durch die Kriegs- und Nachkriegsnutzung schwer mitgenommenen Gebäude für seine schulischen Zwecke instand setzen.
Im Laufe der Zeit wandelte sich die Marienhöhe vom Predigerseminar mit Handelsschule, Haushaltungsschule, Krankenpflegevorschule über ein Aufbaugymnasium und Berufsfachschule zur heutigen Schulform als Schulzentrum mit Grundschule, Realschule, Gymnasium und Kolleg.
Mit der Einführung des Kurssystems zum Schuljahr 1970/71 in der gymnasialen Oberstufe als eine der ersten Schulen in Hessen überhaupt übernahm die Schule Vorreiterfunktion. Durch das Hessische Kultusministerium wurde die Marienhöhe als Versuchsschule anerkannt und dadurch zusätzliche staatlich getragene Lehrstellen geschaffen. 1989 wurde aus dem Aufbaugymnasium (ab Klasse 7) ein normales Gymnasium, das mit der Klasse 5 startet.
1993 erhielt die Marienhöhe die Genehmigung zur Einrichtung eines Realschulzweiges ab Klasse 7, die staatliche Anerkennung erfolgte 1996. Drei Jahre später wurde auch die Betriebserlaubnis für die 5. und 6. Klasse der Realschule erteilt. Das 8-jährige Gymnasium (G8) wurde zum Schuljahr 2005/06 eingeführt. Im Sommer 2010 wurde zusätzlich ein Grundschulzweig (einzügig) eingerichtet. Seit dem Schuljahr 2012/13 gibt es aufgrund der gewachsenen Nachfrage bei Eltern und Schülern wieder G9-Klassen (2016/17 in den Klassen 5–10). Aufgrund stark zurückgehender Nachfrage nach G8 gibt es ab 2017/18 nur noch eine 9. Klasse G8. Dieser Zweig wird nicht fortgeführt.
Die Schule wird von der evangelischen Freikirche der Siebenten-Tags-Adventisten getragen. Eine Aufnahme an die Schule ist allerdings nicht von Konfession oder Weltanschauung abhängig.
Lothar Emil Träder war langjähriger und prägender Schulleiter.
Die pädagogischen Ziele sind am christlichen Menschenbild orientiert und umfassen 6 Leitwerte: Wertschätzung erfahren, Lern- und Leistungsfreude erleben, Kooperation praktizieren, Eigenverantwortung entwickeln, Ganzheitlichkeit leben und Nachhaltigkeit einüben. Das Schulzentrum Marienhöhe ist seit 2010 eine vom hessischen Kultusministerium ausgezeichnete „gesundheitsfördernde Schule“.

## Schulzweige

### Gymnasium
Das Gymnasium ist eine anerkannte Ersatzschule. Zuständig ist das Schulamt des Landkreises Darmstadt-Dieburg und der Stadt Darmstadt.
Im Schuljahr 2005/2006 wurde auf das Konzept Abitur nach zwölf Jahren, Gymnasium in acht Jahren, umgestellt (G8). Aufgrund starker Nachfrage startete mit dem Schuljahr 2012/13 startete erstmals wieder ein 5. Jahrgang als G9 Klasse im Gymnasium (2016/17: Klassen 5–9). Ab dem Schuljahr 2017/18 ist wieder das Abitur nach dreizehn Jahren (G9) Standard. Damit entspricht das Schulzentrum Marienhöhe der großen Mehrheit von Anfragen, die eine gymnasiale Laufbahn in neun Schuljahren bevorzugen.
Als erste Fremdsprache wird Englisch angeboten, danach kann Latein, Spanisch oder Französisch gewählt werden. In der Jahrgangsstufe 6 wird eine Suchtpräventionswoche durchgeführt. In der 7. Klasse findet eine Sommersportwoche statt. In der 8. Klasse führen die Schülerinnen und Schüler ein Sozialpraktikum durch, in der 9. Klasse dann das Berufspraktikum. In der 10. Klasse findet eine Studienfahrt statt.
In der Oberstufe werden zurzeit folgende Leistungskurse angeboten: Aufgabenfeld I: Deutsch, Englisch, Kunst. Aufgabenfeld II: Politik und Wirtschaft, Geschichte, Religion. Aufgabenfeld III: Mathematik, Physik, Biologie, Chemie und dazu noch Sport. Neben Kunst und Musik gibt es auch die Möglichkeit, als Grundkurs das Fach „Darstellendes Spiel“ zu wählen.
Wahlangebote und AGs u. a.: Leichtathletik, Sportklettern, Windsurfen, Medienscout-Ausbildung, Niederländisch, Oberstufenband, Entwicklungshilfeprojekt Kambodscha.
Besonders hervorzuheben ist die im Jahr 2010 gegründete Energieagentur Marienhöhe (EMH), die schon mehrere Preise gewonnen hat. Hier werden Schüler von Lehrern angeleitet, reale Energieprojekte umzusetzen. Die Schüler übernehmen von der ersten Recherche über die Planungsphase bis hin zur Realisierung alle Aufgaben. So wurde 2011 durch Mitglieder der EMH im Geschäftsausschuss der Schule die Projektierung von zwei weiteren Fotovoltaikanlagen vorgestellt und nach Genehmigung durch das schulinterne Gremium umgesetzt. Aktuelle Planungsvorhaben sind ein Blockheizkraftwerk, eine Kleinwindkraftanlage sowie die Überprüfung aller Beleuchtungsanlagen.

### Kolleg
Das Kolleg der Marienhöhe bietet die Möglichkeit, das Abitur auf dem Zweiten Bildungsweg zu erlangen. Voraussetzung neben dem Mindestalter von neunzehn Jahren sind ein mittlerer Bildungsabschluss (Realschule) und eine abgeschlossene Berufsausbildung oder entsprechende Berufstätigkeit. Das Curriculum orientiert sich dabei an der gymnasialen Oberstufe.

### Realschule
Der Realschulzweig der Marienhöhe orientiert sich an der in Hessen verbindlichen Stundentafel. Zusätzlich werden je eine Wochenstunde Deutsch und Englisch sowie Deutsch und Mathematik in der siebten bzw. achten Klasse angeboten. Auch gibt es durchgängig eine Klassenlehrerstunde, um das soziale Lernen in den Klassen und die Klassengemeinschaft zu fördern. In der Jahrgangsstufe 6 wird eine Suchtpräventionswoche durchgeführt. In der 7. Klasse findet eine Sommersportwoche statt. In der 8. Klasse führen die Schülerinnen und Schüler ein Sozialpraktikum durch, in der 9. Klasse das Betriebspraktikum.
Für die Mittelstufe steht ein umfangreiches Wahlpflichtprogramm zur Verfügung. Es umfasst nach Themengebieten aufgegliedert unter anderem Sport (Fußball, Tennis, Sportklettern, Windsurfen, Segeln, Kanusport), Psychologie, Sprachen (Französisch, Spanisch, Englisch), Computer und Technik (Multimediawerkstatt, Grundkurs Wirtschaftsinformatik, Informatik Grundkenntnisse), Plastisches Gestalten, Kunst, Ernährung und Hauswirtschaft, Chor sowie Erste Hilfe und Menschenkunde.
Viele Schüler entscheiden sich nach der Mittleren Reife, die Oberstufe des Gymnasiums der Marienhöhe zu besuchen.

### Internat
Das Internat bietet für je etwa sechzig Jungen und Mädchen Unterkunft in getrennten Bereichen. Zur Betreuung der Jugendlichen sind sieben Heimpädagogen auf der Marienhöhe tätig.

### Grundschule

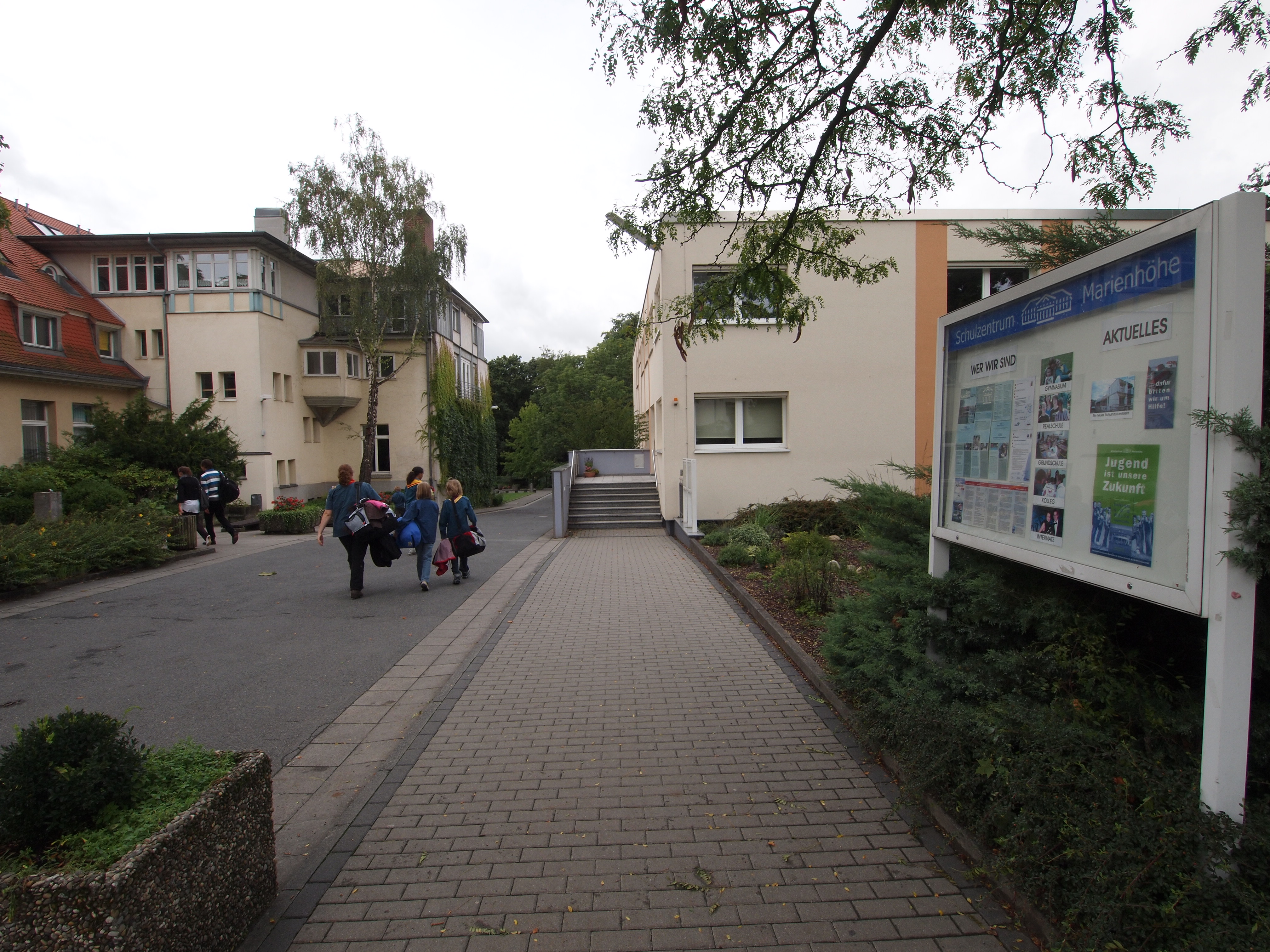
Eingang 2011

Seit dem Schuljahr 2014/2015 bietet die Grundschule die Klassen 1–4 einzügig an. Die Klassengröße ist auf 16 Schüler beschränkt. Als anerkannte gesundheitsfördernde Schule hat das Schulzentrum Wert auf ergonomisch optimierte Stühle und Einzeltische für ihre Grundschüler gelegt. Die Klassen sind warm und farbenfroh eingerichtet.

## Einrichtungen
Weitere pädagogische Angebote
Schulbegleitend werden qualifizierende Kurse angeboten, unter anderem CBT/WBT-Autor, Computerführerschein und Segelkurse.
Mediothek
Die 2008 in eine Mediothek umgewandelte ehemalige Bibliothek umfasst neben einem umfangreichen Sachbuchbestand auch Hörbücher und CDs. Dieses Angebot wird durch Zeitschriften und Zeitungen aus verschiedenen Fachgebieten ergänzt. Die Bibliothek führt Autorenlesungen und Lesenächte durch.
Schulmensa
Die in den Komplex eingebundene Mensa mit Angeboten zur Schulverpflegung bietet entsprechend den Grundsätzen des Schulträgers vorwiegend vegetarische Kost, es gibt aber auch Fisch- und Fleischgerichte. Täglich werden zwei unterschiedliche Menüs zur Auswahl gestellt, daneben gibt es eine Salate und Desserts. Die Mensa steht neben den Schülern auch Gästen offen und bietet zudem einen Pausenverkauf an.
Tagungsräume
Auf der Marienhöhe stehen Räume für Tagungen und Seminare zur Verfügung. Sowohl für ein- als auch mehrtägige Veranstaltungen mit optionaler Übernachtung und Essensangeboten sind diese für interessierte Gruppen buchbar.